# Сьюел (Чилі)
34°05′06″ пд. ш. 70°22′57″ зх. д. / 34.08500° пд. ш. 70.38250° зх. д.
Гірняцьке місто Сьюел (ісп. Campamento Sewell) — покинуте місто в Чилі, розташоване на території комуни Мачалі провінції Качапоал регіону О'Хіґґінс на західних схилах Анд на висоті між 2000 і 2250 м над рівнем моря. Місто було засноване в 1904 компанією Braden Copper з метою видобутку міді на шахті Ель-Теньєнте та в 1915 році назване на ім'я першого президента компанії Бартона Сьюела. В 1918 населення міста становило 14 тис. мешканців. У 1977 році найбільше у світі мідне родовище було виснажене, і компанія розпочала переселяти мешканців міста у долину, після чого місто було покинуте. У місті ніколи не було і зараз немає доріг, його можна досягти виключно залізницею.
В 1998 році чилійський уряд оголосив місто Національним пам'ятником, а в 2006 році ЮНЕСКО занесла його до списку Світової спадщини.